# XYCH-LO
xych-lo（シクロ）は、SAKAI&WADAからなる音楽ユニット。両者ともにベトナムに渡り歌手活動を展開。師匠はベトナム人歌手ゴック・ソン (NGOC SON)。2009年、解散。
2005年8月にアジアPOPS専門レーベルBMIより1stアルバム"first impression"を発売。
ユニット名は、ベトナムの自転車タクシー「シクロ/xich-lo」をモチーフに「愛(i)をあなた(You)へ」という意味を込めてスペルを改変し命名。一夜だけSAKAIがボーカル、WADAがギターのバンド形式で渋谷エッグマンでライブをした後にメンバーが脱退し、2人のボーカルユニットとして存続。
WADAは作曲を担当する他、ベトナムの民族楽器でもある月琴も演奏する。
毎年ベトナムに渡りNGOC SONと共にコンサート活動を行う。
2006年12月グェン・ドクさんの結婚式に招待され、ゲストとして歌を披露した唯一の日本人ユニット。

## プロフィール
SAKAI（境恒春）:宮城県気仙沼市出身 / WADA（和田尚悟）:神奈川県川崎市出身

## 公式サイト
- ★Xych-lo★シクロ/Official Website@Nostalgic Star Records
- 境恒春のウェブサイト